# (7968) Elst-Pizarro
133P/Elst-Pizarro
Elst-Pizarro est une comète de la ceinture principale. En tant que tel, l'objet est désigné à la fois comme une comète périodique sous la désignation 133P/Elst-Pizarro et un astéroïde sous la désignation (7968) Elst-Pizarro.

## Découverte
Il fut découvert en 1979. Son orbite est intégralement contenue entre celle de Mars et Jupiter et présente une excentricité orbitale de 0,165, typique d'un astéroïde de la ceinture principale. Cependant, des images prises par Eric W. Elst et Guido Pizarro en 1996, alors que l'objet était près de son périhélie, indiquèrent de façon claire la présence d'une queue cométaire.
Actuellement, il existe seulement quatre autres objets référencés à la fois comme une comète et un astéroïde :
- (2060) Chiron (95P/Chiron),
- (4015) Wilson-Harrington (107P/Wilson-Harrington),
- (60558) Échéclos (174P/Echeclus),
- (118401) LINEAR (176P/LINEAR (LINEAR 52)).